# Afrosolen
Afrosolen Goldblatt & J.C.Manning – rodzaj roślin należący do rodziny kosaćcowatych (Iridaceae), obejmujący 15 gatunków występujących naturalnie w Afryce Subsaharyjskiej, na obszarze od Etiopii do Mozambiku i Angoli. Jeden gatunek (A. erythranthus) występuje w Nigerii, dwa w Afryce Południowej, a kilka w Botswanie i Namibii.
Nazwa naukowa rodzaju pochodzi od greckiego słowa σωλήν (solin – rura) i odnosi się do rurkowatego okwiatu tych afrykańskich roślin.

## Morfologia

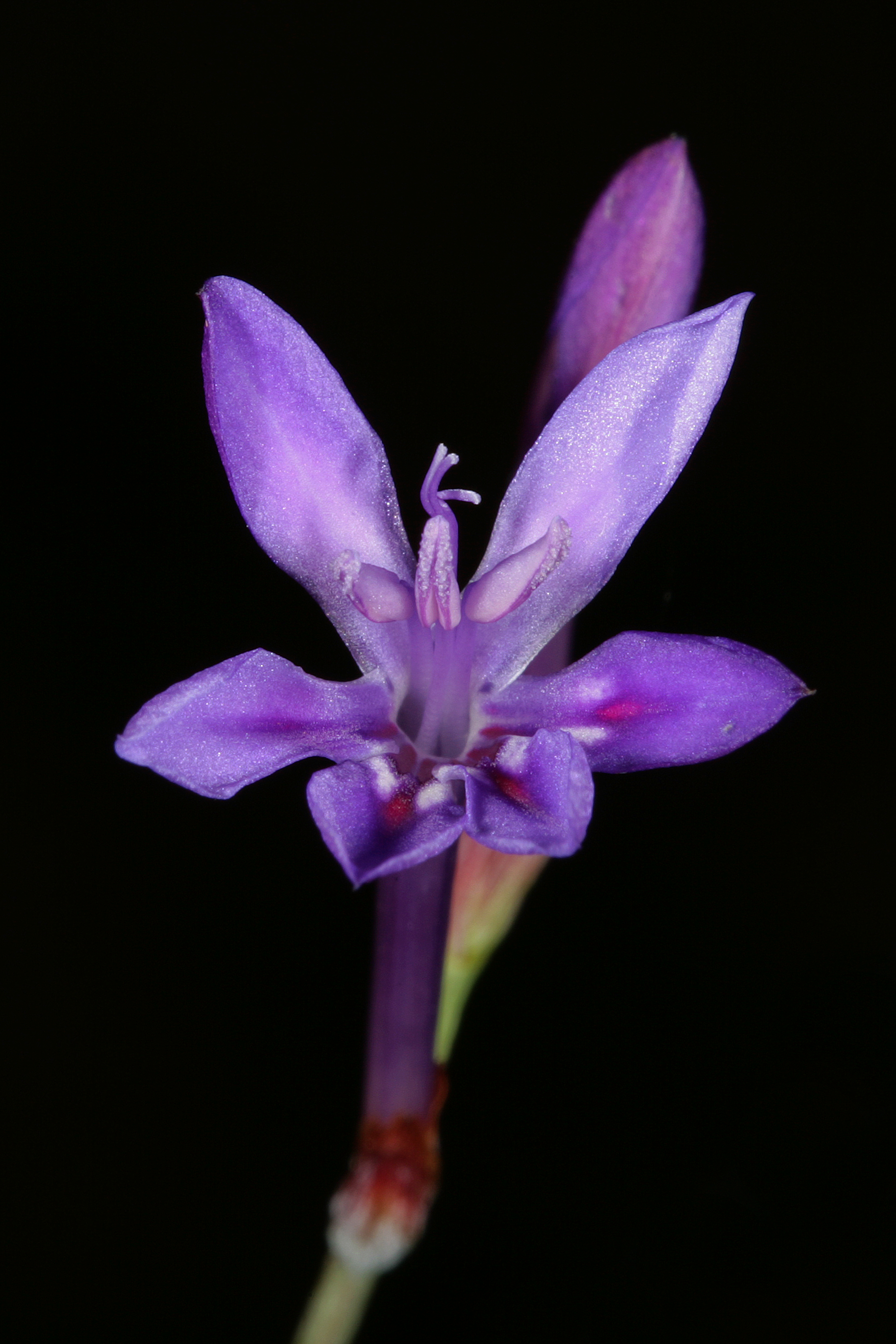
A. sandersonii

PokrójRośliny zielne przechodzące okres spoczynku.
PędPodziemna bulwocebula o dzwonkowatym kształcie i płaskiej nasadzie, z której wyrastają korzenie, pokryta tuniką z gęstych włókien, której warstwa zewnętrzna rozpada się w luźną włóknistą siateczkę lub na pionowe pasy.
LiścieKilka liści od równowąskich do mieczowatych, sierpowatych lub mniej więcej cylindrycznych na przekroju. Najniżej położone liście zwykle dłuższe i osadzone na łodydze blisko poziomu gruntu, górne zmniejszają się wraz z położeniem na łodydze. Łodyga spłaszczona, kanciasta do oskrzydlonej, zwykle rozgałęziona, często wielokrotnie.
KwiatyKwiaty zebrane w prosty lub złożony kłos lub w silnie rozgałęzione kwiatostany, tworzące mniej więcej zaokrągloną lub płaską fałszywą wiechę. Liście przykwiatowe zielone, miękkie, często schnące dystalnie, często o rozwidlonych wierzchołkach. Kwiaty przeważnie grzbieciste, u niektórych gatunków promieniste, długowieczne, często talerzykowate lub kółkowate. Kwiaty grzbieciste zwykle o dolnych listkach okwiatu z kontrastującymi, ciemniejszymi lub jaśniejszymi kreskami, niekiedy słodko pachnące. Listki okwiatu w dolnej części zwinięte w cylindryczną lub lejkowatą rurkę, krótką do bardzo długiej; powyżej wolne, o takiej samej długości lub nierówne, z grzbietowymi listkami dłuższymi. Pręciki ułożone symetrycznie lub jednostronnie i łukowato, nitki smukłe, wolne, pylniki podługowatorównowąskie, pękające podłużnie. Zalążnia kulista, siedząca. Szyjka słupka nitkowata, rozwidlona na 1/3 do 1/2 długości.
OwoceKuliste, chrząstkowate torebki. Nasiona mniej więcej kuliste, spłaszczone na końcu chalazalnym, gładkie lub lekko pomarszczone.

## Biologia
RozwójWieloletnie geofity cebulowe. Gatunki o okwiecie z długimi rurkami w jasnych barwach i o ciemnych nasadach (A. otaviensis) są zapylane przez muchówki z długimi ssawkami, takie jak Moegistorhynchus longirostris i Philoliche gulosa. Gatunki z długimi rurkami okwiatu i białej barwie, które otwierają się w nocy (np. A. schimperi, u którego rurka okwiatu ma długość 10–15 cm, albo A. bainesii), są zapylane przez ćmy, w tym zawisakowate. Inne gatunki, o krótkich rurkach okwiatu, mają mniej wyspecjalizowane strategie zapylania i są odwiedzane przez motyle, pszczoły, a także osy.
GenetykaLiczba chromosomów diploidalnych 2n = 16, 12, 10, 8, a tetraploidalnych 2n = 14, 12, 10, 8, 6.

## Systematyka
Rodzaj z plemienia Watsonieae,  podrodziny Crocoideae z rodziny kosaćcowatych (Iridaceae). Stanowi klad siostrzany dla Cyanixia socotrana i Savannosiphon euryphylla.
Rodzaj ten został wyodrębniony w 2015 r. pod nazwą Psilosiphon z podrodzaju Paniculatae w rodzaju Lapeirousia. Po publikacji ustalono jednak, że pod nazwą Psilosiphon w 1989 r. opisany został przez Entwisle'a rodzaj krasnorostów z rodziny Batrachospermaceae. Zaproponowana nazwa okazała się więc być homonimem taksonomicznym i jako taki stała się nieważna (nom. illeg.). Autorzy (Peter Goldblatt i John Manning) zaproponowali więc w 2016 r. nową nazwę dla tego rodzaju, Afrosolen, która została zaakceptowana. 
Gatunki
- Afrosolen avasmontanus (Dinter) Goldblatt & J.C.Manning
- Afrosolen bainesii (Baker) Goldblatt & J.C.Manning
- Afrosolen coeruleus (Schinz) Goldblatt & J.C.Manning
- Afrosolen erongoensis (Goldblatt & J.C.Manning) Goldblatt & J.C.Manning
- Afrosolen erythranthus (Klotzsch ex Klatt) Goldblatt & J.C.Manning
- Afrosolen gracilis (Vaupel) Goldblatt & J.C.Manning
- Afrosolen masukuensis (Vaupel & Schltr.) Goldblatt & J.C.Manning
- Afrosolen otaviensis (R.C.Foster) Goldblatt & J.C.Manning
- Afrosolen rivularis (Wanntorp) Goldblatt & J.C.Manning
- Afrosolen sandersonii (Baker) Goldblatt & J.C.Manning
- Afrosolen schimperi (Asch. & Klatt) Goldblatt & J.C.Manning
- Afrosolen setifolius (Harms) Goldblatt & J.C.Manning
- Afrosolen teretifolius (Geerinck, Lisowski, Malaisse & Symoens) Goldblatt & J.C.Manning
- Afrosolen zambesiacus (Goldblatt) Goldblatt & J.C.Manning

## Zastosowania
Bulwocebule A. bainesii, A. coeruleus i A. schimperi są spożywane w Namibii przez lud Owambo i buszmenów po upieczeniu w gorącym popiele.